# Duane Avery
Duane Avery ist ein US-amerikanischer Schauspieler und Synchronsprecher.

## Leben
Avery debütierte 2010 in den beiden Kurzfilmen My Perfect Man und NBA als Schauspieler. 2011 wirkte er in der Fernsehserie Make Love Not War mit. 2013 spielte er die Rolle des Tyriek im Film 24-Hour Love. 2014 hatte er die größere Rolle des Newald Mason im Science-Fiction-Mockbuster Android Cop inne. 2018 spielte er neben der Rolle des Marino in sieben Episoden der Fernsehserie Carbone auch in den Fernsehserien Lean on Me und Marquis Johnson & The Ghost mit. Von 2018 bis 2019 wirkte er als RJ in der Fernsehserie Jones mit. Er spielte in zwei Episoden der Fernsehserie The Price of Fame als Ryan mit. 2022 stellte er die Rolle des Ralph Abernathy im Musikfilm Remember Me: The Mahalia Jackson Story dar.
Er ist außerdem auch als Synchronsprecher zu hören, etwa 2013 im Computerspiel Grand Theft Auto V sowie 2015 im Computerspiel Call of Duty: Black Ops III.

## Filmografie (Auswahl)
- 2010: My Perfect Man (Kurzfilm)
- 2010: NBA (Kurzfilm)
- 2011: Make Love Not War (Fernsehserie)
- 2013: 24-Hour Love
- 2014: Android Cop
- 2015: Mind of a Single Male (Fernsehserie, Episode 1x04)
- 2016: Familiar (Kurzfilm)
- 2016: Bass (Kurzfilm)
- 2016: Riccardo & Julianne (Kurzfilm)
- 2018: Carbone (Fernsehserie, 7 Episoden)
- 2018: Lean on Me (Fernsehserie)
- 2018: Marquis Johnson & The Ghost (Fernsehserie)
- 2018–2019: Jones (Fernsehserie, 4 Episoden)
- 2020: The Price of Fame (Fernsehserie, 2 Episoden)
- 2022: Remember Me: The Mahalia Jackson Story
- 2022: The Comeback (Kurzfilm)
- 2022: American Prerequisite

## Synchronisationen (Auswahl)
- 2013: Grand Theft Auto V (Computerspiel)
- 2015: Call of Duty: Black Ops III (Computerspiel)